# مشروع دلتا القاش الزراعي
مشروع القاش الزراعي هو واحد من المشاريع الزراعية المروية بالسودان ويقع في ولاية كسلا على مسافة 100 كيلومتر (62.13 ميل تقريباً) من مدينة كسلا و 10 كيلو متر من مدينة أروما، المركز الميداني الرئيسي للمشروع والتي تبعد عن الخرطوم حوالي 433 كيلومتر (269 ميلاً).

## نهر القاش
ينبع نهر القاش من المرتفعات الأريترية جنوب مدينة أسمرة ويأخذ مساره في اتجاه الغرب ليدخل حدود السودان بعد مسافة 440 كيلومتر. وهو نهر موسمي يفيض بالمياه في الموسم المطير في الفترة من يونيو / أيار وحتى أكتوبر / تشرين الثاني وهو في موسم الجفاف عبارة عن وادي فسيح. ولا تصب مياهه في أي بحر أو نهر آخر أو أي مسطّح مائي بل تتدفق في مساحة واسعة في سهول كسلا على شكل دلتا داخلية.

وتبلغ مساحة حوضه 21000 كيلو متر مربع، وكمية المياه حوالي 3 ميار متر مكعب سنوياً.

## دلتا القاش
وهي منطقة ينقسم فيها وادي نهر القاش إلى عدة مجاري طبيعية أو أودية صغيرة تعرف محليا بالخيران تتدفق مياهها على السهل في شكل دلتا مروحية داخلية لا تصب في أي نهر أو مسطح مائي.

## تاريخ مشروع القاش الزراعي
تأسس المشروع في سنة 1870 إبّان الحكم التركي المصري للسودان، إلا نظام الري والزراعة الحالي يعود إلى عام 1925 م، عندما باشرت العمل فيه شركة أقطان كسلا أثناء الحكم الثنائي للسودان، حيث وقع نائب حاكم عام السودان وحاكم مستعمرة اريتريا الإيطالية نيابة عن حكومتي بريطانيا العظمى وإيطاليا على اتفاقية لتقاسم مياه نهر خور القاش، ومنحت أرتيريا بمقتضى الإتفاقية 65 مليون متر مكعب من مياه القاش (بواقع 15 متر مكعب من تصريف المياه في الثانية الواحدة وذلك لمدة خمسين عاماً) لريّ مشروع سهل تسني الذي كانت تشرف عليه شركة المؤسسات الإفريقية Società Imprese Africane المعروفة اختصارا باسم سيا (SIA)، من مدينة تسني وقرية علي قدر بإريتريا، كموقعي إدارة وإنتاج على التوالي، في مساحة تتراوح ما بين 20,000 و25,000 هكتار. وكل ما يزيد عن 65 مليون متر مكعب من المياه يترك ليتدفق في دلتا القاش بكسلا ليشكل حصة السودان من مياه القاش.
وفي 18 ابريل / آب 1951 م، تم التوقيع على اتفاقية أخرى بين أرتيريا والسودان باعتبارهما دولتان مستقلتان (قبل انضمام أرتيريا إلى إثيوبيا) للتأكيد على الحصص المتفق عليها سابقاً. وبموجب الإتفاقية الجديدة وافقت حكومة السودان، على دفع مبلغ من المال يتوقف على الأرباح التي تحصل عليها من إنتاج الأراضي المروية في دلتا القاش (20% من الأرباح التي تزيد على 50 ألف جنيه سوداني، أي ما يعادل 2,65 مليون دولار بحساب عام 2005 م) وعلى اساس حسابات وبيانات شركة أقطان كسلا.
وقد أدى تراجع سعر القطن عالمياً لاحقاً إلى انسحاب الشركة من المشروع وحلّت محلها حكومة السودان التي حافظت أيضاً على حقوق الملاك من البجا في المشروع وارتفعت حصتهم في الشراكة من 23% إلى 75% (منها حوالي 87% لأفراد من قبيلة الهدندوة) وبعض الإثنيات السودانية الأخرى بما فيها الهوسا والفلاتة، وتم تشجيع شيوخ البجا على تشغيل المزيد من المواطنين من خارج المنطقة في المشروع لتحسين الإنتاجية فيه. وفي عام 1967 م، حلت مؤسسة دلتا القاش محل الحكومة، وتدهور المشروع بسبب تذبذب كمية مياه الفيضانات المستخدمة في ري أراضي المشروع وسوء الإدارة. وفي سنة 1979م توقف إنتاج القطن وتم استبداله بزراعة خروع الزيت كمحصول رئيسي في المشروع. وبسبب عدم تقبل المواطنين بالمحصول الجديد بحجة أنه يتسبب في الأمراض ولا تستفيد حيواناتهم منه وعدم درايتهم بزراعته أو كيفية حصاده، تم إيقافه نهائياً في عام 1983 م، لتحل محله الذرة الرفيعة ونتيجة لذلك تزايد عدد المزارعين من13.500 إلى 54.000 شخص، بحيث أصبحت نسبة مساحة الأرض إلى عدد المزارعين تساوي 1 فدان (0.42 هكتار) لكل فرد. وفي عام 1992 م، تمت خصخصة المشروع، بتخصيص 10.000 فدان للقطاع الخاص، وكان يفترض أن يكون معظمها خارج نطاق المناطق المروية، وآلت مسؤولية الإشراف على المشروع إلى حكومة ولاية كسلا بدلاً عن الحكومة المركزية. وقامت الحكومة الولائية بتأسيس لجنة عرفت باسم لجنة تأهيل مشروع القاش.

## مساحة المشروع
تشمل مساحة المشروع المناطق المحيطة بمحليات جنوب وشمال دلتا القاش وتلكوك، إلى جانب الضفة الشرقية لنهر القاش والأراضي الواقعة شرق نهر عطبرة.
وتبلغ المساحة الكلية للمشروع ما يقارب 570 ألف فدان (21.000 كليو متر مربع) يمكن توفير مياه الريّ لحوالي 400 ألف منها، وتبلغ المساحة المستغلة حوالي 60 ألف فدان، منها 40 ألف فدان لزراعة الذرة و10 آلاف للقطن و10 ألف أخرى لمحاصيل نقدية.
تبلغ مساحة الدلتا 730 ألف فدان والمنطقة التي يغمرها مياه الفيضان 400 ألف فدان منها 1250 مخصصة حالياً لنظام الري، في حين تبلغ المساحة، تقدر المساحة الخصبة بحوالي 70 ألف فدان أي 249 الف هكتار وقد شهدت المساحة المزروعة زيادة في عام 1992 م بعد تنفيذ خطة التأهيل.

## السكان
يقدر عدد سكان منطقة مشروع القاش حوالي 480.000 نسمة منهم حوالي 67.000 أسرة مستهدفة بالمشروع.

## النقل والمواصلات
- الطريق القومي (من الخرطوم إلى بورتسودان)
- خط السكة الحديدية

## مشروع القاش الزراعي
يتكون مشروع القاش الزراعي من ستة أقسام تعرف بالتفاتيش (الواحد منها، تفتيش) في كل من مناطق كلا، ومكلي، ودغين، وتندلاي، ومتاتيب وهداليا.

## نظام الري
يعتمد مشروع القاش الزراعي في ري أراضيه على مياه فيضان نهر القاش باستخدام نظام الري الفيضي حيث يتم توجيه المياه من خلال سحب المياه إلى شبكة قنوات تتكون من قناة رئيسية تتفرع منها على بعد كيلومتر واحد إلى 6 قنوات توزيع، وتبدأ زراعة المحصول بعد اسبوع من ري الأراضي التي تبلغ مساحتها حوالي 24000 فدان يتم زراعة 80000 من خلال دورة ثلاثية أي زراعة ثلثين من مساحة الأرض البالغة 80000 فدان كل سنة وترك ثلث الباقي.
وبالرغم من أن المناطق المخصصة للري تبلغ 1250 ولكن لا يتم إلا ري 100 الف فدان فقط سنوياً.

## الدورة الزراعية
الدورة الزراعية في مشروع القاش ثلاثية بحيث تقسم المساحة الزراعية إلى ثلاثة اقسام أحدها يزرع بالمحاصيل النقدية وآخر يترك للمزارع يزرع فيه ما يشاء من محاصيل للإستهلاك الغذائي وثالث يترك بور أي لا يزرع لدورة كاملة وذلك بهدف الحفاظ على خصوبة الأرض.
| السنة | المساحة المروية | عدد ملاك الأراضي | المساحة بالفدان للمالك الواحد |
| ----- | --------------- | ---------------- | ----------------------------- |
| 1920  | 18000           | 8000             | 11.0                          |
| 2002  | 30000           | 45000            | 0.5                           |

## المحاصيل
قطن طويل التيلة، ذرة رفيعة، بطيخ، والخضروات

## أهـداف المشـروع
- تحقيق التنمية المستدامة بالمنطقة وتوفير سبل العيش لسكان الريف فيها
- الاستخدام الكفؤ والعادل والمستدام لموارد الأرض والمياه
- تأسيس علاقات مؤسسة تناسب مع اهداف المشروع المجتمع وتوفير فرص العمل الأخرى المصاحبة للمشروع
- تعزيز القدرات التخطيطية الرامية إلى تحسين نظم فلاحة المحاصيل ورعاية الحيوان لإنعاش موارد الرزق المستدامة في القاش

## المشاكل ومساعي الحلول
تعرقل أداء مشروع الري الفيضي بشكل كبير بسبب التحول الهائل في ظروفه، فقد كان عدد المزارعين المحاصصين العاملين في المشروع في العهود الاستعمارية التركية والبريطانية 8.000 مزارع، بينما وصلت مساحته إلى 80.000 فدان، أما الآن فهناك أكثر من 40.000 مزارع يعملون على مساحة تتراوح بين 30.000 فدان و 50.000 فدان.
وتؤكد النتائج الأولية للدراسات والمسوح التي اجريت في الأراضي المروية الاختبارية في تفاتيش دغين وتندلاي بأن الإصلاح ممكن إذا تم ربط التدابير المحلية بإطار تنظيمي محلي يتسق مع السياسات الوطنية في ميدان الأراضي والمياه.

## المشاكل
- انكماش متوسط مساحة الأراضي التي تتولى الأسر زراعتها إلى 0.5 - 1 فدان، مع انخفاض متوسط حجم ما لديها من عدد الحيوانات.
- انعدام القدرة على الوصول إلى المياه اللازمة لسقي الحيوانات، إمدادات مياه الاستهلاك الأسري، ضبط مياه الفيضان على الرغم من النظام القائم على تخصيص الأراضي وتوزيع المياه بالقرعة.
- عدم امتثال إدارة مشروع الري إلى القواعد الرسمية وغير الرسمية للوصول إلى الأراضي والمياه.[7]

وهذه المشكلات نابعة من:
- التغيرات المناخية والاضطرابات الأهلية الدورية والتدفق المستمر للباحثين عن المأوى في دلتا القاش بحيث ارتفع عدد القاطنين في منطقة مشروع الري من 8.700 شخص عام 1947 م إلى 40.000 شخص عام 2003 م. وقد خلق هذا التزايد السكاني ضغطاً متصاعداً على القاعدة الإنتاجية، والمرافق الأساسية الاجتماعية، وآليات التضامن التقليدية انخفاض المساحة المروية من 80.000 فدان إلى ما بين 30.000 إلى 50.000 فدان.
- المستويات المنخفضة للوعي التقني، وسوء إدارة المياه لأغراض الري، والشرب، والاستخدام في المراعي أدى إلى ارتفاع نفقات إدارة هذا المشروع والخدمات الاجتماعية فيه مثل المياه، والصحة، والتعليم.
- رغم النظام العادل ظاهرياً في توزيع موارد الأراضي المنكمشة، إلا أن الحالة غير المستقرة لحيازة الأراضي أدت إلى تثبيط الاستثمارات الضرورية في تنمية الأراضي، لاسيما في ميدان ضبط مياه الفيضان وضعف نظام الري الفيضي وتدهوره، إلى جانب العجز في ميزانية هيئة مشروع الري نتيجة قلة المبالغ المحولة من حكومة الولاية والحكومة المركزية، وكذلك انخفاض ما يدفعه المنتفعون بالمياه من رسوم التي من شأنها تقليل تكلفة التشغيل والصيانة.[8]

## تأهيل مشروع القاش
هناك مساعي لتأهيل مشروع القاش الزراعي من خلال تنفيذ خطط هدفها الأساسي إحياء سبل كسب العيش في صفوف الأسر الفقيرة التي تعيش في منطقة دلتا القاش أو بالقرب منها، وذلك عبر توفير الدعم على مدى بضع سنوات للتشغيل الكفوء، والعادل، والمستدام لمؤسسة التنمية الزراعية في القاش وإدماج المشروع بالاقتصاد المحلي. ويكفل مشروع التأهيل إنعاش موارد الرزق المستدامة في القاش وتوجيه اهتمام مؤسسة التنمية الزراعية في القاش إلى الاحتياجات المائية المتعلقة بسقي الحيوانات في المراعي. وقد جرى الحفاظ على الاستخدام التقليدي المتمثل في توجيه مياه الفيضان الأولى إلى المراعي وإلى نقاط سقي الحيوانات المعروفة باسم الحفير داخل منطقة مشروع الري
وتشمل خطة التأهيل:
1. ترويض النهر بمنطقة تفتيش دغين.
2. تعديل مسار النهر بمنطقة الجيرة.
3. إنشاء وتاهيل (19) عراضة و (11) جسر بمنطقة حبس كسلا.

وقد قام صندوق تنمية المجتمع الممول من البنك الدولى بتمويل جزء من تكاليف خطة تأهيل مشروع منطقة المشروع.
أجرى الصندوق تحليلاً لموارد الرزق خلال مرحلة التحديد الأولي لمشروع إنعاش موارد الرزق المستدامة في القاش.

## أهم ما تم تنفيذه في البنيات الأساسية للري
- اكتمال تأهيل نظم الري في تفتيش دغين بواسطة الحكومة في عام 2005 م، (240 منشأة و 646.824 متر مكعب من أعمال حفريات القنوات) وتفتيش تندلاي بواسطة منظمة الصندوق الدولي للتنمية الزراعية، الإيفاد، في 2006 م (37 منشأة 117.307 متر مكعب من أعمال الحفريات).
- اكتمال أعمال حفريات القنوات في تفتيش متاتيب (707.600متر مكعب) وتفتيش مكلي (565.430 متر مكعب) بواسطة الحكومة في 2007 م، واكتمال أعمال إصلاح المنشآت، وعددها 25 منشأة في تفتيش متاتيب و 31 في كسلا و 25 منشأة وذلك بواسطة الإيفاد.
- تكوين وحدتين بيطرية متحركتين ومعدات واجهزة معامل.
- تدريب معاونين بيطريين.
- إزالة أشجار المسكيت الضارة بالمشروع.
- زراعة 60471 فدان بالأشجار بمنطقة الجيرة بغرض حماية الجسور التي أُنشأت لتعديل مسار النهر ومنطقة قرضاييب.
- إنشاء 500 حاجز زراعي في تسع قرى وإنشاء سدين ترابييّن.
- نظافة وتأهيل ثلاث أحواض ترابية.
- تنمية المجتمع وبناء القدرات.
- فتح فرع للبنك الزراعي بمدينة أروما.